# Brimstone (Panzerabwehrlenkwaffe)
Brimstone (deutsch: Schwefel) ist eine britische Panzerabwehrlenkwaffe, die von MBDA für die Royal Air Force gebaut wird. Sie ist eine Anpassung des Konzepts der hubschrauberbasierten AGM-114 Hellfire an die hohen Geschwindigkeiten von Kampfjets.

## Entwicklung
Brimstone wurde ursprünglich von Marconi Defence Systems und Rockwell International in den späten 1980er Jahren entwickelt, um den Bedarf der Royal Air Force an einer Langstrecken-Panzerabwehrwaffe zu decken, mit der Kampfflugzeuge gepanzerte Fahrzeuge aus mindestens 8 km Entfernung angreifen können und die zehnmal effektiver ist als die bis dahin eingesetzte Streubombe BL755. Nach dem Ende des Kalten Krieges wurde das Programm zunächst eingestellt. Nach dem Zweiten Golfkrieg erkannte man das Fehlen einer geeigneten Waffe zur Panzerbekämpfung, sodass die Royal Air Force das Programm 1994 wieder aufnahm. Unter zahlreichen Vorschlägen entschied man sich für die Firma GEC Marconi, die gemeinsam mit Boeing eine modifizierte AGM-114 Hellfire vorstellte. Schnell zeigten sich Probleme, da die Hellfire für die hohen Belastungen der Jets nicht geeignet war. Am Ende wurde eine bis auf die Leitflächen neue Rakete entwickelt. Am 28. September 2000 fand der erste Testschuss statt. Mittlerweile ging die Firma Alenia Marconi Systems in die MBDA über. Die Entwicklung wurde 2001 abgeschlossen und die Rakete ausgeliefert.
Nachdem die Brimstone für Flugzeuge einsatzbereit war, wurden auch eine Version für Schiffe und eine fahrzeuggebundene Ausführung entwickelt. Diese kann von LKWs, Schützenpanzern und unbemannten Landfahrzeugen aus gestartet werden.

## Technik
Mit der Brimstone können zahlreiche stationäre und bewegliche Ziele bekämpft werden. Das System ist darauf ausgerichtet, Panzer, gepanzerte Fahrzeuge und andere Fahrzeuge zu erkennen und anzugreifen. Die Brimstone kann einzeln oder in Salven eingesetzt werden; dabei kann eine Brimstone-Salve in ein Zielgebiet gestartet werden, wonach sich jeder Flugkörper selbstständig sein Ziel sucht. Zur Zielsuche nutzt die Brimstone einen aktiven Radarsuchkopf im 94-GHz-Band. Daneben hat die Rakete einen digitalen Autopiloten und ein Trägheitsnavigationssystem. Die verbesserte Brimstone 2 verwendet einen Datenlink sowie eine kombinierte Laser- und Radarsteuerung. In Abhängigkeit vom Einsatz kann der Radarsuchkopf, der Lasersuchkopf oder eine Kombination beider verwendet werden. Mit der Radarsteuerung arbeitet die Brimstone 2 nach dem Fire-and-Forget-Prinzip; mit dem halbaktiven Lasersuchkopf arbeitet sie nach dem SACLOS-Prinzip, wobei eine „Beleuchtung“ mit Laser notwendig ist.
Um die kleinen Flugkörper an die Außenlaststationen der Flugzeuge zu montieren, werden wiederverwendbare Dreifach-Waffenträger verwendet; diese können (Stand 2008) an die 356 mm (14 inch) oder an die 762 mm (30 inch) Bombenschlösser montiert werden.
Der Feststoffmotor beschleunigt die Rakete in kurzer Zeit auf eine Geschwindigkeit von rund Mach 1,3 und brennt dann im Erhaltungsmodus weiter. Dabei beträgt die durchschnittliche Fluggeschwindigkeit rund Mach 0,9. Die Rakete hat eine Tandemhohlladung mit einer 300-g-Vorladung und einer 6,2-kg-Hauptladung; diese kann auch moderne Reaktivpanzerungen  durchschlagen.

## Varianten
- Brimstone: 1. Serienversion mit Millimeterwellen-Radar-Suchkopf.
- Dual-Mode Brimstone: Vorläufer der Brimstone 2 mit semi-aktivem Laser-Suchkopf.[9][10]
- Brimstone 2: 2. Serienversion. Zwischen 2010 und 2014 entwickelt und im Einsatz seit Juli 2016. Verbesserte Brimstone mit modularem Aufbau. Mit kombinierter Laser- und Radarsteuerung. Kann sowohl Radarsuchkopf, Lasersuchkopf oder eine Kombination beider verwenden. Mit Datenlink, verschiedenen Sprengkopf-Optionen sowie vergrößerter Reichweite.[5][11]
- Brimstone 3: Version mit neuer Elektronik und vergrößerter Reichweite. Seit 2020 in Entwicklung.[12][13]
- Brimstone Maritime (Sea Spear): Seezielflugkörper für den Start ab Schiffen und Fahrzeugen.[5][14]

## Einsatz
Der erste Kampfeinsatz erfolgte im Rahmen der britischen Beteiligung am Krieg in Afghanistan. Im Juni 2009 feuerte ein Tornado-GR4-Jagdbomber der Royal Air Force Brimstone-Lenkwaffen gegen Ziele in Afghanistan ab.
Der nächste Einsatz erfolgte 2011 im Rahmen des Internationalen Militäreinsatzes in Libyen zur Durchsetzung der Resolution 1973 des UN-Sicherheitsrates: Am 25. März 2011 feuerten Tornado-GR4-Jagdbomber der Royal Air Force eine unbekannte Anzahl an Brimstones ab, die sieben T-72-Kampfpanzer der libyschen Armee zerstörten.
Weitere Verwendung fand die Brimstone im Einsatz gegen den Islamischen Staat.
Ende April 2022, zwei Monate nach dem Beginn des russischen Überfalls auf die Ukraine, beschloss die britische Regierung, hunderte von Brimstone-Raketen in die Ukraine zu schicken, um deren Seeverteidigung zu stärken. Anfang / Mitte Mai 2022 tauchten erste Fotos und Videos auf, die darauf hindeuteten, dass die Brimstone in der Ukraine eingesetzt wurde, zunächst bodengestützt gegen Bodenziele.

## Startplattformen
Neben den bodengebundenen Startplattformen kann die Brimstone von folgenden Kampfflugzeugen eingesetzt werden:
- Eurofighter Typhoon EF-2000
- General Atomics MQ-1B/C Predator
- General Atomics MQ-9A Reaper
- Boeing AH-64D/E Apache
- Panavia PA-200 Tornado IDS

## Nutzer

### Aktuelle Nutzer
- Saudi-Arabien – Nutzung mit Eurofighter „Typhoon“.
- Spanien – Nutzung mit Eurofighter „Typhoon“.[21]
- Ukraine – Im Rahmen der Auslandshilfen für die Ukraine aus Royal-Air-Force-Beständen geliefert.
- Vereinigte Staaten – Zu Testzwecken beschafft.
- Vereinigtes Königreich  – Nutzung mit Eurofighter „Typhoon“.

### Zukünftige Nutzer
- Deutschland – Brimstone 3 zur Nutzung mit Eurofighter „Typhoon“.[22]
- Polen – Polen plant, mit dem Projekt Ottokar Brzoza einen Brimstone-Mehrfachwerfer auf einem geschützten 4×4-Radfahrzeug zu konstruieren.[23][24]